# Donato Alarcón Segovia
Donato Alarcón Segovia (Ciudad de México, 6 de mayo de 1935 - Ciudad de México, 21 de diciembre de 2004) fue un médico, investigador y académico mexicano. Por su obra, es considerado el padre de la inmunología clínica mexicana.

## Estudios
Realizó sus estudios profesionales en la Facultad de Medicina de la Universidad Nacional Autónoma de México (UNAM), obteniendo su título como médico en abril de 1959. Se especializó en medicina interna en el Instituto Nacional de la Nutrición de 1959 a 1961 y en  reumatología en la Mayo Clinic en Rochester Minnesota de 1961 a 1965. Obtuvo una maestría en medicina interna en la Universidad de Minnesota en 1968.

## Investigador y académico
Se integró como investigador en el Instituto Nacional de Nutrición, creó el Departamento de Inmunología y Reumatología, llegó a ser director general del instituto de 1992 a 2002, durante su gestión cambió el nombre a Instituto Nacional de Ciencias Médicas y Nutrición Salvador Zubirán. Al terminar su trabajo directivo, permaneció trabajando en dicha institución como investigador.
Fue secretario adjunto de la Academia Nacional de Medicina en 1973. Fue uno de los fundadores de la Sociedad Mexicana de Inmunología en 1976. Fue fundador y presidente del Consejo Mexicano de Reumatología en 1982. Perteneció a más de cincuenta sociedades científicas siendo nombrado miembro honorario en veintiuna de ellas. Ingresó a El Colegio Nacional el 16 de noviembre de 1994 con el discurso "Los caminos hacia la autoinmunidad: visión de un investigador clínico", el cual fue contestado por el doctor Jesús Kumate. Fue miembro de la Junta de Gobierno de la UNAM desde 1995 hasta su muerte, la cual ocurrió el 21 de diciembre de 2004 en la Ciudad de México.

## Premios y distinciones
Durante su trayectoria profesional recibió más de cuarenta premios y distinciones, entre ellos destacan:
- Premio John Edward Noble Foundation en 1964.
- Premio Philip S. Hench en 1966.
- Premio Nacional de Ciencias "Elías Sourasky", en 1974.
- Premio "Miguel Otero, otorgado por la Secretaría de Salubridad de México en 1975.
- Premio "Eduardo Liceaga" otorgado por la Academia Nacional de Medicina en 1978, 1979, 1982 y 1994.
- Premio Nacional de Ciencias y Artes en el área de Ciencias Físico-Matemáticas y Naturales por el Gobierno de México en 1989.
- Premio de la Liga Internacional Contra el Reumatismo, en 1993.
- Investigador Emérito Nacional, por el Sistema Nacional de Investigadores de México en 1995.
- Orden de la Universidad Central de Venezuela en 1997.
- Distinguished Mayo Alumni, por la Mayo Clinic en Rochester Minnesota en 1999.
- Doctor honoris causa por la Benemérita Universidad Autónoma de Puebla en 2003.

## Obras publicadas
- Hígado y vías biliares, en 1968.
- The Necrotizing vasculitides, en 1980.
- Introducción a la reumatología, en 1983.
- Reumatismo, artritis y otros males: manual para pacientes y parientes, en 1987.
- La investigación en salud: balance y transición, coautor, en 1990.
- La alimentación de los mexicanos, coautor, en 2002.
- La historia del síndrome de antifosfolípidos y de los autoanticuerpos que lo causan, en 2003.

## Familia
Fue su padre el doctor Donato G. Alarcón Martínez.